# Frank Beresford
Pour les articles homonymes, voir Beresford.
Frank Ernest Beresford (30 août 1881 – 25 mai 1967) est un peintre britannique originaire de Derby.

## Biographie
Frank Beresford, né à Derby en 1881, reçoit une longue formation artistique. Il étudie dans un premier temps à la Derby School of Art, puis au St John's Art School et enfin à la Royal Academy School. On lui offre une bourse d'études pour partir en voyage, en récompense de son talent et se rend jusqu'en Asie. En 1906, il revient pour exposer ses œuvres à la Royal Academy.
En 1936, Beresford peint le seul tableau représentant les princes veillant le corps de leur père. Il est intitulé The Princes' Vigil: 12.15am, January 28 1936  (Les princes veillant : 00:15, 8 janvier 1936), et acheté par la reine Mary qui l'offre à Édouard VIII pour son anniversaire. Avant le début de la guerre, la première épouse de Beresford, la peintre Daisy Radcliffe Clague, meurt.
Pendant la seconde Guerre mondiale, Beresford est la deuxième personne à qui l'US Air Force attribue l’Exceptional Service Award, qui possède d'ailleurs certains de ses tableaux, dans la collection de son exposition permanente. Beresford est peintre de guerre pour les armées de l'air américaines et britanniques. On peut compter parmi ses portraits celui de l'ingénieur et concepteur du Spitfire, Reginald Mitchell.
Beresford se remarie en 1949. Il reprrend son travail d'avant-guerre, de peintre des veillées funèbres des membres de la famille royale lorsque le roi et la reine meurent en 1952 et 1953, mais les goûts ayant changé, ses tableaux ne sont cette foi pas exposés.
Ses œuvres incluent les portraits de deux rois et une reine et, dans la collection de son comté natale, se trouvent le portrait de George Herbert Strutt, qui appartient à la ville de Belper et une vue du Dovedale qui se trouve au Derby Museum and Art Gallery